# Ijeoma Obi
Ijeoma Obi (sinh ngày 1 tháng 4 năm 1985) là cầu thủ bóng đá chuyên nghiệp người Nigeria đang chơi cho câu lạc bộ Delta Queens ở Giải vô địch bóng đá nữ Nigeria. Cô cùng với các đồng đội tại đội tuyển bóng đá quốc gia Nigeria tại Giải vô địch bóng đá nữ châu Phi. Cô đã được mô tả là có tốc độ và kỹ thuật tuyệt vời khi vượt qua các hậu vệ.

## Câu lạc bộ sự nghiệp
Vào tháng 1 năm 2014, Obi đã ký hợp đồng với câu lạc bộBobruichanka Bobruisk tại Giải Ngoại hạng Bêlarut. Trước đây cô đã chơi cho Minsk trong cùng một giải đấu, cô ghi được hơn 114 bàn thắng trong hai mùa.
Vào tháng 5 năm 2014, Obi dành riêng những bàn thắng cô ghi được cho các cô gái bị bắt cóc ở Nigeria. Câu lạc bộ của cô, Bobruichanka đã đánh bại Niva-BelCard tại giải vô địch quốc gia Belarus.
Vào tháng 4 năm 2017, Obi đã có mặt trong đội hình xuất phát của đội bóng Sunshine Queens F.C. khi họ bị đánh bại bởi đội bóng cũ của cô, Rivers Angels tại Sân vận động Yakubu Gowon. Kết quả này duy trì thành tích đứng đầu của Angels tại Giải vô địch bóng đá nữ Nigeria.

## Sự nghiệp quốc tế
Obi là một phần của đội tuyển Nigeria tham dự Giải vô địch nữ châu Phi 2004.
Obi là một phần của đội tuyển Nigeria đã giành Cúp bóng đá nữ châu Phi 2016. Tại AWCON 2016, Obi ngồi dự bị trong trận bán kết với Nam Phi, Nigeria đã tiến đến trận chung kết sau khi đánh bại Nam Phi bằng một bàn thắng duy nhất.

## Cuộc sống cá nhân
Obi sinh ngày 1 tháng 4 năm 1985. Vào tháng 1 năm 2017, Obi mất anh trai, Okwuchukwu Obi trong một tai nạn. Anh cũng là một cầu thủ chuyên nghiệp cho First Bank FC